# Viktor Preiss
Viktor Preiss (* 13. března 1947 Praha) je český herec.

## Rodina a studium
Pochází z divadelnické rodiny, jeho matka Jindřiška Gabriela Preissová (1926–2014) vystupovala v Dismanově dětském rozhlasovém souboru, s Českým pěveckým sborem, působila jako hlasatelka Československého rozhlasu i v Československé televizi, na divadle jako členka zájezdového Vesnického divadla.
Dětství prožil v pražském Karlíně. Vystudoval říčanské gymnázium, během studia psal a kreslil do školního časopisu, věnoval se recitaci a účinkoval v ochotnickém kroužku. Vystudoval Divadelní fakultu AMU (1969), absolvoval rolí Franciho ve hře Františka Langra Periférie, kterou režíroval Jan Kačer.
Na DAMU se seznámil s herečkou Janou Drchalovou-Preissovou, s níž se po studiích oženil a vychoval s ní syny Jana a Martina, který se rovněž věnuje herectví.

## Divadlo
Herectví Viktora Preisse se opírá o zvládnutou techniku, mozek, pestrost výrazových prostředků a civilní projev. Je mnohostranným profesionálem v nejlepším smyslu slova. Divadelní pouť nastoupil v roce 1969 v Městských divadlech pražských, kam byl pozván ředitelem Otou Ornestem. Začínal po boku herců, jakými byli Josef Bek, Lubomír Lipský, Irena Kačírková, Marie Rosůlková, Svatopluk Beneš, Jaroslava Adamová, Václav Voska a další.
V MDP vystupoval např. v rolích: Bartoloměj Věchýtek ve Veselých paničkách windsorských (režie Ivan Weiss, 1969), Orfeus (první hlavní úloha) v Euridice (režie Ladislav Vymětal, 1970), Valentin ve Dvou šlechticích z Verony (režie František Miška, 1973), Kryštof Wren v Pasti na myši (režie Ladislav Vymětal, 1974), Emil v Únosu Sabinek (režie Ota Ornest, 1976), Faust (další stěžejní role) v Dürrenmattově Urfaustovi (režie František Miška, 1976).
Po nuceném odchodu Oty Ornesta z Městských divadel pražských nastoupilo divadlo éru muzikálu. Viktor Preiss se stal na mnoho repríz Janošíkem v inscenaci Malované na skle (režie Richard Mihula, 1977), Fredem v Chicagu (režie Richard Mihula, 1979) či Sanchem v muzikálu Muž z kraje la Mancha (režie Richard Mihula, 1982). Inscenace Amadeus (režie Karel Kříž, 1982) se stala vůbec poslední rolí Václava Vosky (Salieri) a jednou z posledních rolí Viktora Preisse (Mozart) v Městských divadlech pražských. V roce 1983 scénu opustil s úmyslem na čas si od divadla odpočinout.
Pauza netrvala ani měsíc, když se ozvalo Divadlo na Vinohradech. První inscenací, v níž se objevil, byli Schillerovi Loupežníci (režie Jiří Dalík, 1984). Dalšími rolemi se staly Svidrigajlov – Zločin a trest (režie Jaroslav Dudek, 1984), Bertrand – Generálka (Evald Schorm, 1986), Cyrano – Cyrano z Bergeracu (Jaroslav Dudek, 1986, alternace s Jaromírem Hanzlíkem), ministr a Franz Josef – Jedno jaro v Paříži aneb Krvavá Henrietta (Jaroslav Dudek, 1987), Höfgen – Urmefisto (Jan Kačer, 1988), Záviš – Záviš z Falkenštejna (Jan Kačer, 1989), Keržencev – Ubohý vrah (Luboš Pistorius, 1991), Argan – Zdravý nemocný (Jaromír Pleskot, 1992), Patron Fortunato – Poprask na laguně (Ladislav Smoček, 1994), Plukovník – Jacobowski a plukovník (Jiří Menzel, 1995), Viktor/Buton – Brouk v hlavě (Jiří Menzel, 1996), Don Quijote – Muž z La Manchy (Tomáš Töpfer, 1997). O dva roky později Tomáš Töpfer nastudoval stejně jako na Vinohradech i v Divadle Na Fidlovačce Muže z La Manchy s Viktorem Preissem v hlavní roli. V tomtéž divadle se Preiss téhož roku (1999) ujal režie představení Vzhůru do Pelhřimova! aneb Tažní ptáci, vedle režie si také otextoval písně. Jako herec ve vinohradském divadle ztvárnil další postavy: Don Marzio – Zpívající Benátky (Jiří Menzel, 1999), Shylock – Kupec benátský (Zdeněk Kaloč, 2000), Jan Plantagenet – Král Jan (Jiří Menzel, 2001), James Hacker – Jistě, pane ministře (Martin Stropnický, 2006).

## Pedagogická činnost
Své zkušenosti v 90. letech 20. století chvíli předával studentům DAMU, např. dnes již známým hercům, jako jsou Saša Rašilov, Ondřej Sokol, Kristýna Frejová, Lenka Vlasáková nebo Martin Myšička.

## Film, televize, rozhlas
Výčet divadelních rolí je úctyhodný, neméně obsáhlý je i počet postav vytvořených ve filmu, zejména pak v televizi. Jestliže se ve slavném seriálu F. L. Věk z roku 1971 Viktor Preiss pouze mihnul, pak ve filmu Milenci v roce jedna (1973) představoval spolu s Martou Vančurovou jednu z hlavních postav. Kdo by nevzpomněl na slavného, i když trochu rozmazleného hokejistu Přemysla Rezka z Nemocnice na kraji města (1977, 2007), vypočítavého správce v pohádce S čerty nejsou žerty (1984), hraběte Kronberga ze Svatby upírů (1993) nebo Viktora v Andělských očích (1994)? V jednom období si za své příležitosti v životopisných filmech vysloužil přezdívku „bustař“ (Veronika, Těžká hodina, Měsíční tónina), přesto se nedá říct, že by postavy Viktora Preisse byly jednotvárné, jejich rozsah a rejstřík je obrovský. Doktor Kazisvět (Malostranské povídky, 1984), Ohnivák (Pan Tau, 1988), bláznivý vědec v ještě bláznivější komedii Stačí stisknout (1989), vyšetřovatel (Milostivé léto, 1991), manžel praštěný paličkou (Draculův švagr, 1996), z nedávné doby pak účast na skvostech režisérů Háši, Kleina, Stracha, Polišenského, Svěráka a především Zdeňka Zelenky: Legenda Emöke, Záhadná paní Savageová, Báječná léta pod psa, Arrowsmith, Ex offo, Paní Piperová zasahuje, Tmavomodrý svět, Drobečky z perníku, Manželka Ronalda Sheldona, Vyvraždění rodiny Greenů, Brouk v hlavě, Lakomec, In nomine Patris, Všechno nejlepší, Operace Silver A, Četnické humoresky, Kanadská noc.
Televize také zaznamenala několik divadelních představení, na nichž se Viktor Preiss podílel: Jacobowski a plukovník, Poprask na laguně nebo Jedno jaro v Paříži. Stal se také zaníceným průvodcem po pražských věžích v dokumentu Bedřicha Ludvíka Praha, město věží.
Viktor Preiss disponuje charizmatickým pěveckým projevem, což dokázal zejména v TV seriálu Gustava Oplustila a Iva Paukerta o Karlu Hašlerovi Pražský písničkář či v sériích V Praze bejvávalo blaze nebo Pletky paní operetky, kde vystupoval především jako průvodce. Na svém kontě má i dvě CD, Ta naše písnička česká a Písně, které přinesl čas, na mnohých dalších se podílel. Svůj hlas propůjčil i dabingu, je dvorním namlouvačem Robina Williamse, např. v seriálu Jistě, pane ministře daboval Paula Eddingtona a nejen dětský divák si jistě vybaví Willyho Foga. Z rozhlasových rolí jen namátkou rozhlasové hry Otec Goriot (1974), Vojna a mír (1978), Máj (1986), Leonardo da Vinci (1997), Já, Claudius (1999), Sága rodu Forsytů (1999), Americká tragédie (2011), Sen noci svatojánské (2016). V Českém rozhlase moderuje i vlastní pořad Báječný svět, na jehož základě vznikly i dvě báječné knihy.
V TV se podílel jako scenárista a režisér na povídce Léčba neklidem v sérii Nadměrné maličkosti (2004)

## Citát
| „               | Půvab velkých moudrých lidí na jevišti je v tom, že jejich herectví neobsahuje chorobnou ctižádost a urputnost prosadit se za každou cenu. To je rys mládí. Nemají už potřebu si nic dokazovat. To je znak zralosti. Moc dobře vědí, že se člověk učí pořád. A stále pochybují. V jejich projevu není nic z přebujelé herecké ctižádosti a exhibice, ale pokora. Je v něm obsažena moudrost a přirozenost osobnosti. To, že jsou vybaveni dokonale technicky, řemeslně, je podmínkou a samozřejmostí. Ale proto, že jsou vybaveni především lidsky, jejich osobnost na jevišti vyzařuje – a to divák bezpečně pozná. | “ |
| — Viktor Preiss | |   |

## Film
- 1973 Milenci v roce jedna
- 1980 Romaneto
- 1984 S čerty nejsou žerty – role: správce
- 1993 Svatba upírů
- 1994 Andělské oči
- 1994 V erbu lvice
- 1996 Konto separato
- 2001 Tmavomodrý svět
- 2016 Anděl Páně 2
- 2021 Matky

## Televize
- 1971 O Pomněnce (TV pohádka) – role: princ
- 1973 Dítě (TV inscenace) – role: mladý pán Aleš
- 1975 Údržbáři (TV komedie) – role: PhDr. Slávek Štika
- 1975 První pohled (TV cyklus Bakaláři) – role: Lukáš
- 1978 Nemocnice na kraji města (TV seriál)
- 1985 Jak se tančí brumbambule (TV pohádka) – role: Šuplík
- 1986 Malý pitaval z velkého města (TV seriál) – díl 14. Narkomani – role: Tomáš Postler
- 1989 Dobrodružství kriminalistiky (TV seriál) – díl 2. Jed – role: advokát Paillet
- 1992 Šplhající profesor – role: Sherlock Holmes
- 2000 Případy detektivní kanceláře Ostrozrak (TV seriál)
- 2002 Brouk v hlavě (TV inscenace) – role: Viktor Emanuel Champsboisy, hotelový sluha Bouton
- 2003 Lakomec (TV inscenace) – hlavní role: Harpagon
- 2004 In nomine patris (TV film) – role: farář Josef Toufar
- 2005 Hypnóza (TV film z cyklu Nadměrné maličkosti) – role: ředitel školy
- 2010–2012 Ach, ty vraždy! (TV seriál)
- 2012 Probudím se včera
- 2013 Duch nad zlato (TV filmová pohádka) – role: duch
- 2013 Případ pro rybáře (TV film) – role: komisař Vašátko
- 2016 Případ pro malíře (TV film) – role: komisař Vašátko
- 2016 Případ pro lyžaře (TV film) – role: komisař Vašátko
- 2016 Každý milion dobrý (TV film) – role: JUDr. Nebeský
- 2017 Labyrint (TV seriál)
- 2019 Hodinářův učeň (TV filmová pohádka) – role: mistr hodinář

## Rozhlas
- 1974 Mirko Stieber: Dva, dramaturgie: Jaroslava Strejčková, osoby a obsazení: Paganini (Zdeněk Martínek), Frištenský (Čestmír Řanda), Jana (Jaroslava Pokorná), Marek (Viktor Preiss), Kapitán SS (Bohumil Švarc), Kozáček (Jan Teplý), 1. ošetřovatel (Ladislav Šimek), 2. ošetřovatel (Ladislav Kazda), Královna ze Sáby (Vlasta Jelínková), Napoleon (Jiří Suk), Stařec (Vladimír Huber), Hlas blázna (Artur Šviha) a Hlas blázna (Věra Havlatová)
- 1986 Theodore Dreiser: Americká tragédie,  dvoudílná četba na pokračování, Československý rozhlas Praha: dramatizace: Jan Strejček, překlad: Jiří Valja a Zdeněk Urbánek, hudba:Vladimír Popelka, režie: Jiří Horčička. Osoby a obsazení: Clydův průvodce (Viktor Preiss), Clyde Griffiths (Svatopluk Skopal), Roberta Aldenová (Helena Friedrichová), Sondra Finchleyová (Jarmila Švehlová), Samuel Griffiths (Rudolf Hrušínský), Gilbert Griffiths (Pavel Soukup), Mason, prokurátor (Eduard Cupák), Belknap, obhájce (Miroslav Moravec), Jephson, obhájce (Vladimír Brabec), matka (Blanka Bohdanová), Esta, sestra Clydova (Soňa Dvořáková), Bertina, přítelkyně Sondry (Jana Špaňurová), Stuart (Aleš Procházka), hlas v telefonu (Ladislav Kazda), soudce (Jan Teplý) a Zilla, zapisovatelka (Karolina Fridecká).
- 1997 Hector Hugh Munro: Povídka Podivné příběhy lorda Clovise, překlad: František Vrba,  dramatizace: Jan Žáček, účinkují: Viktor Preiss, Květa Fialová, Stella Zázvorková,Otakar Brousek starší Petr Nárožný, Jorga Kotrbová, Jiří Štěpnička, Václav Vydra, Stanislav Fišer; režie: Josef Červinka.
- 1998 Oscar Wilde: Bezvýznamná žena, překlad: Jiří Zdeněk Novák, rozhlasová úprava: Josef Hlavnička, dramaturgie: Jarmila Konrádová, režie: Markéta Jahodová. Hráli: Lord Illingworth (Viktor Preiss), Sir John Pontecraft (Svatopluk Beneš), Pan Ketlick, poslanec (Petr Kostka), Gerald Arbuthnot (Pavel Chalupa), Lady Hunstantonová (Viola Zinková), Lady Karolína Pontecraftová (Jaroslava Adamová), Paní Allonbyová (Gabriela Vránová), Slečna Ester Worsleyová (Petra Špalková), Paní Arbuthnotová (Dana Syslová), vypravěč (Josef Červinka), Francis, sluha (Tomáš Racek) a Alice, komorná (Jana Zímová).[3]
- 1999 Dmitrij Sergejevič Merežkovskij: Leonardo da Vinci, desetidílný rozhlasový seriál. Z překladu Anny Teskové připravil dramatizaci Roman Císař, v dramaturgii Jany Paterové režírovala Markéta Jahodová. Osoby a obsazení: Leonardo da Vinci (Viktor Preiss), Giovanni /Antonio/ Boltraffio (Tomáš Petřík), Cipriano Buonaccorsi (Karel Pospíšil), Grillo (Stanislav Fišer), Antonio da Vinci (Rostislav Čtvrtlík), Giorgio Merula (Vladimír Ráž), Strocco (Pavel Pípal), Faustino (Rudolf Kvíz), Girolamo Savonarola (Jiří Zahajský), Cesare da Sesto (Vladimír Dlouhý), Salaino, vl.jm. Gian Giacomo Caprotti (Jan Hrubec), Marco d'Oggione (Zdeněk Hruška), Mona Cassandra (Lenka Krobotová), Zoroastro (Alois Švehlík), dvorní topič (Steva Maršálek) a další. Hudba: Lukáš Matoušek.[4]
- 2011 Eduardo De Filippo: Filumena Marturano, Český rozhlas, překlad: Oldřich Kautský, režie: Lída Engelová. Účinkují: Filumena (Simona Stašová), Domenico Viktor Preiss, Alfredo Jaroslav Satoranský, Rosalia Miroslava Pleštilová, Umberto Jan Meduna, Riccardo Marek Holý, Michelle Lukáš Jurek, Nocella Ladislav Županič, Diana Lucie Pernetová a pikolík Viktor Dvořák.
- 2016 William Shakespeare: Sen noci svatojánské, Český rozhlas, překlad: Martin Hilský, rozhlasová adaptace: Klára Novotná, režie: Martina Schlegelová, dramaturgie: Renata Venclová, zvukový design a hudba: Jakub Rataj, produkce: Radka Tučková a Eva Vovesná. Osoby a obsazení: Karel Dobrý (Oberon), Helena Dvořáková (Titanie), Pavla Beretová (Puk), Viktor Preiss (Hrášek), Josef Somr (Hořčička), Jaroslav Kepka (Pavučinka), Miroslav Krobot (Poříz), David Novotný (Klubko), Martin Myšička (Střízlík), Václav Neužil (Píšťala), Hynek Čermák (Fortel), Klára Suchá (Hermie), Tereza Dočkalová (Helena), Petr Lněnička (Lysandr), Jan Meduna (Demetrius), Kamil Halbich (Theseus), Tereza Bebarová (Hippolyta), Jan Vondráček (Egeus) a další.[5]

## Ocenění
V roce 2016 převzal na mezinárodním festivalu rozhlasové tvorby Prix Bohemia Radio 2016 cenu Thálie za herecký výkon v rozhlasové hře.
V roce 1995 se stal 1. laureátem Ceny Františka Filipovského za v kategorii nejlepší mužský herecký výkon za dabing Robina Williamse v komedii Táta v sukni. Cenu si převzal znovu v roce 2004 za dabing Stephena Frye ve filmu Oscar Wilde.
V roce 2023 obdržel Medaili za zásluhy I. stupně , kterou mu udělil prezident Petr Pavel
V roce 2023 při příležitosti 100. výročí od zahájení rozhlasového vysílání uspořádal Český rozhlas anketu o nejoblíbenější herečku a herce za uplynulých sto let. V anketě „Neviditelný herec století“ rozhodovalo více než 82 tisíc posluchačských hlasů a jejím vítězem byl právě Viktor Preiss.